# Nikopol (huyện)
Huyện Nikopol (tiếng Ukraina: Нікопольський район, chuyển tự: Nikopols'kyi raion) là một huyện của tỉnh Dnipropetrovsk thuộc Ukraina. Huyện Nikopol có diện tích 1943 km², dân số theo điều tra dân số ngày 5 tháng 12 năm 2001 là 44518 người với mật độ 23 người/km2. Trung tâm huyện nằm ở Nikopol.